# Municipio de Broadview
El municipio de Broadview (en inglés: Broadview Township) es un municipio ubicado en el condado de Griggs en el estado estadounidense de Dakota del Norte. En el año 2010 tenía una población de 38 habitantes y una densidad poblacional de 0,41 personas por km².

## Geografía
El municipio de Broadview se encuentra ubicado en las coordenadas 47°16′52″N 98°0′44″O / 47.28111, -98.01222. Según la Oficina del Censo de los Estados Unidos, el municipio tiene una superficie total de 91.65 km², de la cual 87,84 km² corresponden a tierra firme y (4,15 %) 3,8 km² es agua.

## Demografía
Según el censo de 2010, había 38 personas residiendo en el municipio de Broadview. La densidad de población era de 0,41 hab./km². De los 38 habitantes, el municipio de Broadview estaba compuesto por el 97,37 % blancos, el 2,63 % eran amerindios. Del total de la población el 0 % eran hispanos o latinos de cualquier raza.